# Hebben en houwen
Hebben en houwen is een single van Herman van Veen. Het is afkomstig van zijn dubbelalbum Overblijven.
Hebben en houwen is een lied geschreven door Rob Chrispijn. De B-kant Dovemansoren ontstond uit een samenwerking tussen diezelfde Chrispijn en Van Veen.
De single werd geen hit voor Van Veen. Zijn volgende single Opzij, 2 jaar later, zou voor hem wel een ongekend succes hebben, met zelfs een release in Duitsland.